# Марк Твен
Самјуел Лангхорн Клеменс (енгл. Samuel Langhorne Clemens; Флорида, 30. новембар 1835 — Рединг, 21. април 1910), познатији под књижевним псеудонимом Марк Твен (Mark Twain), био је амерички књижевник. У опсежном животном делу остварио је широку лествицу осећаја и мисли, од пуне животне радости до потпуног безнађа.
Након детињства проведеног на обалама Мисисипија учио је за типографа, радио као пилот на речном броду, ишао у потрагу за златом у Калифорнију, путовао по Средњем истоку и Европи. Његов живот пун пустоловина, успеха и славе помућује смрт његових жена и ћерки, што изазива песимизам и тешки очај његових последњих радова. Био је добар пријатељ Николе Тесле. Његови најпознатији јунаци су дечаци Том Сојер и Хаклбери Фин.

## Биографија
Самјуел Лангхорн Клеменс рођен је 30. новембра 1835. године у месту Флорида у Мисурију. Када му је било четири године с родитељима се преселио у место Ханибал, где је похађао основну школу. Након смрти оца 1847. године кренуо је на штампарски занат. Касније је радио као штампар у Кеокуку (Ајова), Њујорку, Филаделфији, Пенсилванији и другде по САД. Потом је био кормилар на пароброду на реци Мисисипи све до почетка Америчког грађанског рата 1861, када је на кратко као добровољац приступио коњици Конфедерације. Због свог рада на броду је добио надимак Марк Твен што у буквалном преводу са енглескога значи пази два! или пази двојица! Марк Твен је узречица када брод улази у неку опасност. Касније те године придружио се брату у новооснованом територију Невада где је радио у руднику сребра. Године 1862. постаје известилац новиа Територијал ентерпрајз у месту Вирџинија Сити у Невади, а 1863. је почео писати чланке за исте новине под псеудонимом Марк Твен. На реци Мисисипи та фраза значи „два хвата дубоко“. Након пресељења у Калифорнију, тачније у Сан Франциско 1864. године упознао је америчке писце Артемуса Ворда и Брета Харта који су му пружили подршку у његовом раду. Године 1865, обрадио је бајку коју је чуо на калифорнијским златним пољима и објавио је под насловом The Celebrated Jumping Frog of Calaveras County. За неколико месеци дело је постало веома популарно. Године 1867, је одржао предавање у Њујорку, а исте године је посетио Европу и Палестину. Та путовања описао је у књизи The Innocents Abroad (1869) која преувеличава аспекте европске културе, а која је импресионирала америчке туристе. Ускоро се (1870) оженио Оливијом Лангдон. Након кратког боравка у градићу Буфало (држава Њујорк) млади брачни пар сели се у место Хартфорд у Конектикату.
Већина Твенових најбољих дела написана је током 1870-их и 1880-их у Хартфорду и за време лета на фарми Квери код места Елмира (држава Њујорк). Дело Roughing It (1872) описује његове ране пустоловине у доба када је био рудар и новинар. Доживљаји Тома Сојера (1876) славе детињство у граду на обали Мисисипија, док дело А Tramp Abroad (1880) описује путовање кроз немачки Шварцвалд. Роман Краљевић и просјак (1882) књига је за децу фокусирана на замену идентитета у тјудорској Енглеској. Живот на Мисисипију из 1883. комбинује аутобиографски приказ властитих искустава као речног пилота. Роман Јенки на двору краља Артура из 1889. године сатирично је дело на тему тлачења људи у феудалној Енглеској. Радња романа у основи се бави путовањем кроз време. На крају романа се открива да је главни јунак све то само сањао. Доживљаји Хаклберија Фина (1884) наставак су Доживљаја Тома Сојера и углавном се сматра Твеновим најбољим делом. У роману је реч о дечаку који бежи од свога оца на сплави реком Мисисипи с одбеглим робом Џимом. Ово дело, између осталог, даје читаоцу слику живота на реци Мисисипи пре грађанског рата.
Исте године када се појавио Хаклбери Фин, Твен је оснива фирму Charles L. Webster and Company како би објављивао своја дела и дела других писаца. Најпознатије дело које је та фирма објавила били су Лични мемоари (два свеска, 1885—1886) које је написао амерички генерал и председник Јулисиз С. Грант. Лоша инвестиција у аутоматску писаћу машину довела је фирму до банкрота (1894). Успешна предавања широм света и књига која је настала на основу тих путовања Following the Equator (1897) отплатили су Твенове дугове. Његов рад у време 1890-их и 1900-их означен је растућим песимизмом и горчином, које су проузроковали његов пословни неуспех, а касније и смрт његове супруге и две њихове кћерке. Значајна дела из тог раздобља су Pudd'nhead Wilson (1894) - роман чија радња је смештена на Југ САД пре грађанског рата и у којој се критикује расизам. Personal Recollections of Joan of Arc (1896) је сентиментална биографија Јованке Орлеанке. Каснија дела укључују две кратке приче The Man That Corrupted Hadleyburg (1899) и The War Prayer (1905). Реч је о филозофским, социјалним и политичким есејима. Рукопис дела Тајанствени странац је остао некомплетан, а дело је објављено постхумно 1916. године.
Твенов рад инспирисан је неконвенционалним Западом, а популарност његових дела означила је крај доминације, у америчкој литератури, писаца из Нове Енглеске. Каснији славни амерички писци Ернест Хемингвеј и Вилијам Фокнер позивали су се на Твена као на своју инспирацију. У последњим годинама свог живота Твен је писао мање, али је често јавно говорио о многим темама. Остао је запамћен и по оделима с белим цртама која је увек носио у јавним наступима. Примио је почасни докторат Оксфордског универзитета 1907. године.
Када је преминуо оставио је за собом недовршену аутобиографију коју је 1924. године објавила његова секретарица Алберта Бигелоу Пејн. У првој половини 1990. пронађен је изворни рукопис Хаклберија Фина у Холивуду. Након дужег повлачења по суду око борбе за право власништва тај рукопис, као и други до тада необјављени материјали, додељени су јавној књижари Бафала и округа Ири 1992. године. Четири године касније (1996) објављено је ревидирано издање Доживљаји Хаклберија Фина, које је обухватало и необјављене материјале.
При крају можда је занимљиво споменути како је Твен био и један од ретких пријатеља Николе Тесле. Марк Твен преминуо је 21. априла 1910. године у месту Рединг у Конектикату.

## Дела

### Одабрана дела
- „Доживљаји Тома Сојера“ 1876.
- „Краљевић и просјак“ 1882.
- „Живот на Мисисипију“ 1883.
- „Доживљаји Хаклберија Фина“ 1884.
- „Јенки на двору краља Артура“ 1889.

#### Есеји
- "Што се тиче Јевреја" 1899.

### Преглед
Твен је почео своју каријеру пишући лаке, хумористичке стихове, али је еволуирао у хроничара сујете, лицемерја и убилачких дела човечанства. Средином своје каријере, у делу Хаклбери Фин, он је комбиновао богат хумор, чврсту нарацију и друштвени критицизам. Твен је био мајстор у приказивању колоквијалног говора и помогао је у креирању и популаризовању препознатљиве америчке литературе изграђене на америчким темама и језику. Многи Твенови радови су били својевремено потиснути из различитих разлога. Дело Adventures of Huckleberry Finn је било више пута искључивано из лектире америчких школа, не само због често употребе речи niger, која је била у широкој употреби током периода пре Грађанског рата у коме се роман одвија.
Комплетну библиографију његових радова је скоро немогуће направити, због великог број комада које је Твен написао (често у опскурним новинама) и његове честе употребе неколико различитих псеудонима. Додатно, велика порција његових говора и предавања је изгубљена или није записана; стога је колекција Твенових радова рад у прогресу. Истраживачи су открили део Твеновог објављеног материјала 1995. и 2015. године.

### Рани журнализам и путописи
Док је писао за новине Territorial Enterprise у граду Вирџинија Сити током 1863. године, Клеменс се упознао са адвокатом Томом Фичом, едитором конкурентских новина Virginia Daily Union, који је био познат као „сребрно-језични оратор Пацифика“.‍:51 Он је сматрао Фича особом која му је дала „прву реално профитабилну лекцију“ о писању. Године 1866, Клеменс је дао предавање о Сендвичким острвима публици у граду Вошо Сити у Невади. Клеменс је изјавио да, „Кад сам првобитно почео да предајем, и у мом раном писању, моја једина намера је била да створим комични капитал из свега што сам видео и чуо“. Фич му је рекао, „Клеменс, твоје предавање је било дивно. Оно је било елоквентно, покретачко, искрено. Никад у мом целокупном животу нисам чуо такав величанствен комад описне нарације. Али си ти починио један неопростив грех — заиста неопростив грех. То је грех који не смеш више никад починити. Ти с завршио изузетно елоквентан опис, којим ис подстакао интензивни интерес своје публике, са грозним антиклимаксом, којим си поништио сав заиста фини ефекат који си произвео.“ У то време је Твен постао писац Сејџбаш школе, и био је најзапаженији представник тог литерарног жанра.
Твенов први значајни рад, „The Celebrated Jumping Frog of Calaveras County", је први пут објављен у новинама New York Saturday Press 18. новембра 1865. Једини разлог што је ту објављен је да је његова прича стигла сувише касно да би била укључена у књигу коју је Артемус Ворд припремао и која се бавила описима Америчког запада.
Након тог праска популарности, новине Sacramento Union су запослиле Твена да пише писма о својим путописним доживљајима. Прво путовање које је подузео ради овог посла је била пловидба парним бродом Ajax на свом првом путовању до Хаваја, који су се у то време називали Сендвич острвима. Та духовита писма су му поплочала пут до новина Алта Калифорнија у Сан Франциску, које су га десигнирале као путујућег дописника за путовање од Сан Франциска до Њујорка преко Панамског канала. Током тог периода, Твен је писао писма намењена објављивању, документујући своје доживљаје са знатном дозом бурлескног хумора. Твен је 8. јуна 1867. испловио на путничкој крстарици Quaker City на пловидбу која је трајала пет месеци. Ово путовање је резултирало у делу The Innocents Abroad или The New Pilgrims' Progress.
Године 1872, Твен је објавио други део путописне литературе, Roughing It, као полу-наставак делу Innocents. Roughing It је семи-аутобиографски опис Твеновог путовања од Мисурија до Неваде, његовог накнадног живота на Америчком Западу, и његове посете Хавајима. Књига сатирично исмејава Америчко и Западно друштво на исти начин на који је дело Innocents критиковало разне земље Европе и Средњег истока. Твенов следећи рад је задржао фокус на Америчком друштву, али се у већој бави свакодневним догађајима. Названо The Gilded Age: A Tale of Today, оно је путопис, као и његове претходне две књиге, али је и његов први покушај писања романа. Та књига је такође значајна по томе што је она једина Твенова колаборација; написана је са његовим суседом, Чарлсом Варнером.
Твенова следећа два рада су базирана на његовом искуствима на реци Мисисипи. Old Times on the Mississippi, серија скица објављених у магазину Atlantic Monthly 1875. године, одсликава Твеново разочарање у романтизам. Old Times коначно постаје почетна тачка за Life on the Mississippi.

### Том СојериХаклбери Фин
Твенова следећа већа публикација је био роман Доживљаји Тома Сојера, који је базиран на његовом детињству у Ханибалу. Том Сојер је описан по узору на Твена као дете, са траговима два школска друга, Џона Бригса и Вила Бовена. Књига је такође увела, у споредној улози, Хаклбери Фина, по узору на Твеновог дечачког пријатеља Тома Бланкеншипа.
Књига The Prince and the Pauper, упркос тога што је заплет свеприсутан у данашњем филму и литератури, није иницијално била добро прихваћена. Причајући причу од два дечака рођена истог дана која су физички идентична, књига служи као друштвени коментар у коме принц и сиромах замењују места. Pauper је био Твенов први покушај писања историјске фикције, и кривица за њене недостатке се обично приписује Твену због његовог недовољног познавања енглеског друштва, као и чињеници да је настала након масивног успеха. Током писања романа Pauper, Твен је започео Adventures of Huckleberry Finn (дела код кога је конзистентно имао проблема са завршавањем), а започео је и завршио још једну путописну књигу, A Tramp Abroad, која следи Твена током његовог путовања кроз централну и јужну Европу.
Твенов следећи значајни објављени рад, Adventures of Huckleberry Finn, га је учврстио као значајног америчког писца. Неки га називају првом великим америчким романом, и књига је постала обавезна лектира у многим школама широм Сједињених Држава. Хаклбери Фин је проистекао из романа Том Сојер и има озбиљнији тон од свог претходника. У основи романа Хаклбери Фин је веровање дечака у оно што је правично да уради, мада је већина других веровала да је то погрешно. Рукопис Хаклбери Фин на четири стотине страна је написан средином 1876, непосредно након објављивања романа Том Сојер. Сматра се да је Твену требало седам година након првог налета креативности да коначно заврши књигу 1883. године. По другим изворима Твен је радио на роману Хаклбери Фин упоредо са радом The Prince and the Pauper и другим радовима током 1880. и других година. Задња петина романа Хаклбери Фин је предмет знатне контроверзе. Неки тврде да је Твен доживео, као што критичар Лео Маркс изјављује, „нервни слом“. Ернест Хемингвеј је једном рекао о роману Хаклбери Фин:
Ако га читате, морате се зауставити на месту где је Нигер Џим украден од дечака. То је реални крај. Остатак је само варање.
Хемингвеј је исто тако написао у истом есеју:
Сва модерна америчка литература проистиче из једне књиге Марка Твена зване Хаклбери Фин.
У близини завршетка романа Хаклбери Фин, Твен је написао књигу Life on the Mississippi, за коју се каже да је знатно утицала на претходну књигу. Тај рад препричава Твенове меморије и нова искуства након двадесет двогодишњег одсуства са Мисисипија.

### Каснији радови
Твен је произвео Мемоаре председника Јулисиза Симпсона Гранта у својој новооснованој издавачкој кући, Charles L. Webster & Company, која је била у заједничком власништву са Чарлсом Л. Вебстером, његовим нећаком.
Током тог периода је такође написао „The Private History of a Campaign That Failed“ за The Century Magazine. Тај рад садржи детаљни приказ његовог двонедељног боравка у Конфедеративној војсци током Грађанског рата. Након тога се усредсредио на дело A Connecticut Yankee in King Arthur's Court, написано у истом стилу историјске фантастике као и The Prince and the Pauper. То дело је указало на апсурде политичких и друштвених норми путем њиховог представљања на суду краља Артура.

## У популарној култури
- У епизоди цртаног филма Џони Браво Краљевић и тупан Марк Твен се појављује на њеном самом крају, оптужујући краљевића Џона Браво и његовог двојника тупана да су изокренули причу његовог романа Краљевић и просјак. На крају бива бачен у тамницу.
- У књизи српскога писца Владимира Пиштала Значење џокера постоји један есеј о Марку Твену.[5]